# نادي هاروجيت تاون
نادي هاروجيت تاون هو نادي كرة قدم إنجليزي تأسس في مدينة هاروغيت عام 1914